# Stanisław Klucki
Stanisław Klucki (1827 Těšín – 26. srpna 1897 Kozy) byl rakouský politik polské národnosti z Haliče a Slezska, v 2. polovině 19. století poslanec Říšské rady.

## Biografie
Pocházel z Těšína, z původně moravského rodu, který se později popolštil. Jeho otcem byl právník a těšínský starosta Ludwik Klucki. Stanisław sloužil v rakouské armádě a dosáhl hodnosti majora. Po sňatku s Malvinou Kluckou se usadil ve městě Kozy a byl veřejně a politicky aktivní. Dlouhodobě zasedal v okresním zastupitelstvu v Bílsku. V roce 1880 se stal předsedou okresního zastupitelstva, do té doby byl místopředsedou. Téhož roku byl členem zvláštního uvítacího výboru při návštěvě císaře Františka Josefa v Bílsku a Bělé.
Byl aktivní i ve vysoké politice. Od roku 1884 do roku 1890 zasedal jako poslanec Haličského zemského sněmu. Působil též jako poslanec Říšské rady (celostátního parlamentu Předlitavska), kde usedl v doplňovacích volbách roku 1882 za kurii velkostatkářskou v Haliči. Slib složil 5. prosince 1882. Mandát zde obhájil ve volbách roku 1885 a volbách roku 1891. Ve volebním období 1879–1885 se uvádí jako Stanislaus Klucki, statkář, bytem Kozy. Patřil mezi polské národní poslance. Reprezentoval parlamentní Polský klub.
Zemřel v srpnu 1897 na svém statku.
Jeho zetěm byl Herman Czecz von Lindenwald, který si vzal jeho dceru Wilhelminu. Společně se zetěm Klucki podporoval polské hospodářské a národní zájmy v regionu Bílska. Jeho bratr Sobieslaus Klucki působil jako advokát v Těšíně a hlásil se k německé národnosti.